# Margunn Bjørnholt
Margunn Bjørnholt (née le 9 octobre 1958 à Bø dans le comté de Telemark) est une sociologue et économiste norvégienne. Elle est professeure de Recherche au Centre norvégien d'études sur la violence et le stress traumatique (no) (NKVTS). Ses recherches actuelles portent principalement sur la violence fondée sur le sexe, le travail, la famille et l'égalité des sexes, les hommes et la masculinité, et les migrations. Ses autres domaines de recherche comprennent les institutions financières, le management et l'organisation, l'économie féministe, et la sociologie de la culture. Elle est une ancienne présidente de l'Association norvégienne pour les droits des femmes et le Lobby des femmes norvégiennes (no).

## Biographie
Elle étudie la politique, l'histoire contemporaine, la planification régionale et l'économie, et est titulaire d'un diplômé de l'Université de Tromsø (1981), une maîtrise en économie internationale du Collège d'Europe à Bruges (1981-1982), d'un magistère (équivalent à un doctorat) en sociologie économique de l'Université d'Oslo (1995), avec une thèse sur la microfinance, l'éthique et les banques sans intérêt. Elle est également titulaire d'un PhD en études de genre de l'Université d'Örebro (2014), avec une thèse nommée Modern Men: A Norwegian 30-Year Longitudinal Study of Intergenerational Transmission and Social Change, sur les arrangements entre le travail et la maison des hommes, la transmission intergénérationnelle et le changement social, et est professeure titulaire en études de genre (2015).
Peu après son diplôme, elle travaille au Fonds de Développement Régional (maintenant Norvège Innovation (no)), de l'Institut technologique d'Oslo (no), et en tant que partenaire dans un cabinet de conseil, promeut le développement régional et l'entrepreneuriat, avec un accent particulier sur l'entrepreneuriat féminin. À partir de 1993, elle est affiliés au Project for an Alternative Future, un projet de recherche du Centre pour le développement et l'environnement (no) à l'Université d'Oslo. Depuis 1997, elle travaille comme chercheuse à l'Institut de Recherche de Telemark, à celui de Recherche sur le travail et au Département de Sociologie et de Géographie Humaine à l'Université d'Oslo. Aujourd'hui, elle est Professeure de Recherche au Centre norvégien d'études sur la violence et le stress traumatique (NKVTS).
Elle fut chercheuse invitée au Projet féministe et de théorie légale de la Faculté de droit de Emory et au Centre GEXcel sur l'excellence égalitaire et sert comme experte nationale sur l'égalité des sexes pour la direction-générale de l'Emploi, des Affaires sociales et de l'Égalité des chances de la Commission Européenne.

## Domaines de recherche
Ses intérêts de recherche englobent l'éthique bancaire et la microfinance, la flexibilité organisationnelle et spatiale dans le secteur public, le management, l'égalité des sexes, les arrangements entre travail et famille, les méthodes de recherche qualitative et la sociologie de la culture. Elle est experte sur les rôles masculins et le changement social vers un arrangement travail/famille plus égalitaire,,,,,,,,.
Ces dernières années, ses recherches portent sur les pères et les fils, et elle mène aussi une étude de suivi près de 30 ans sur l'étude pionnière d'Erik Grønseth, une recherche expérimentale sur l'égalité des sexes fait dans les années 1970, qui étudie les schémas sexospécifiques dans les soins et le soutien financier familial,,,,,,. Un autre objectif est l'adaptation culturelle et les pratiques transnationales de l'émigration polonaise en Norvège, et la manière dont la migration conduit à un changement social. Elle dirige actuellement un projet de recherche sur la violence entre partenaires intimes avec un accent sur le genre, l'égalité des sexes et le pouvoir au NKVTS, financé par le Ministère de la Justice et de la Sécurité Publique,.
Elle est la co-éditrice avec l'économiste Écossaise Ailsa McKay de  Counting on Marilyn Waring: New Advances in Feminist Economics en 2014,. Le livre est décrit par Alison Preston comme « un rappel opportun que la politique et l'économie sous-tendent comment et par qui les activités sont valorisées ». Selon Choice, le livre explore « un large éventail de questions, y compris le sens fondamental de la croissance économique et de la consommation, des soins de santé, de la mortalité, des travaux ménagers non rémunérés, du maternage, de l'éducation, de la nutrition et de l'égalité » et révèle « la largeur, la profondeur, et la substance de ce qui peut se développer à partir d'idées novatrices et d'analyse critique ». Diane Elson fait valoir que « malgré de nombreux et vaillants efforts, les femmes ne compte pas vraiment dans la conduite de la politique économique. Ce livre est une imaginative contribution à une lutte permanente ».

## Activités civiques et politiques
Elle participe au mouvement de la banque éthique dans les années 1990 en tant que présidente d'un groupe de travail qui tente de démarrer une banque en Norvège, modelé d'après la Banque de membres JAK de Suède. Elle est aussi présidente de l'Association norvégienne pour les droits des femmes (2013-2016),, président du Lobby des femmes norvégiennes (2014-2016), et membre du conseil d'administration de l'Alliance internationale des femmes (2013-2016). Bjørnholt est également journaliste pour la station de radio féministe radiOrakel au début des années 1980, et elle une candidate pour le Parti Vert aux élections locales de 2015.

## Publications

### Ouvrages
- (en) Bjørnholt, M., Modern men : a Norwegian 30-year longitudinal study of intergenerational transmission and social change, Örebro, Örebro University, 2014 (ISBN 978-91-7529-027-0)
- (en) Bjørnholt, M.; McKay, A., Counting on Marilyn Waring : new advances in feminist economics, Bradford, Ontario, Demeter Press, 2014, 300 p. (ISBN 978-1-927335-27-7, lire en ligne)
- (no) Bjørnholt, M., Pengene mot strømmen; alternative finansieringsorganisasjoner, Oslo, Université d'Oslo (ISBN 978-82-570-0438-5, lire en ligne)

### Articles
- (en) Bjørnholt, M., « Changing men, changing times; fathers and sons from an experimental gender equality study », The Sociological Review,‎ 2014, pp. 295-315 (DOI 10.1111/1467-954X.12156, lire en ligne)
- (en) Bjørnholt, M., « The vulnerability approach: A way of bridging the equality–difference dilemma? », Retfærd: Nordic Journal of Law and Justice,‎ 2013, pp. 25-44 (lire en ligne)
- (en) Bjørnholt, M., « Like Father, Like Son? The Transmission of Values, Family Practices and Work-Family Adaptations to Sons of Work-Sharing Men », _A Journal of Theory, Research and Practice about Men as Fathers,‎ 2010, pp. 276-299 (DOI 10.3149/fth.0803.276, lire en ligne)
- (no) Bjørnholt, M., « Den norske likedelingsmodellen. Fra samfunnskritikk til hegemonisk styringsmodell », Sosiologi i dag,‎ 2010, pp. 35-56 (lire en ligne)